# Хлопок

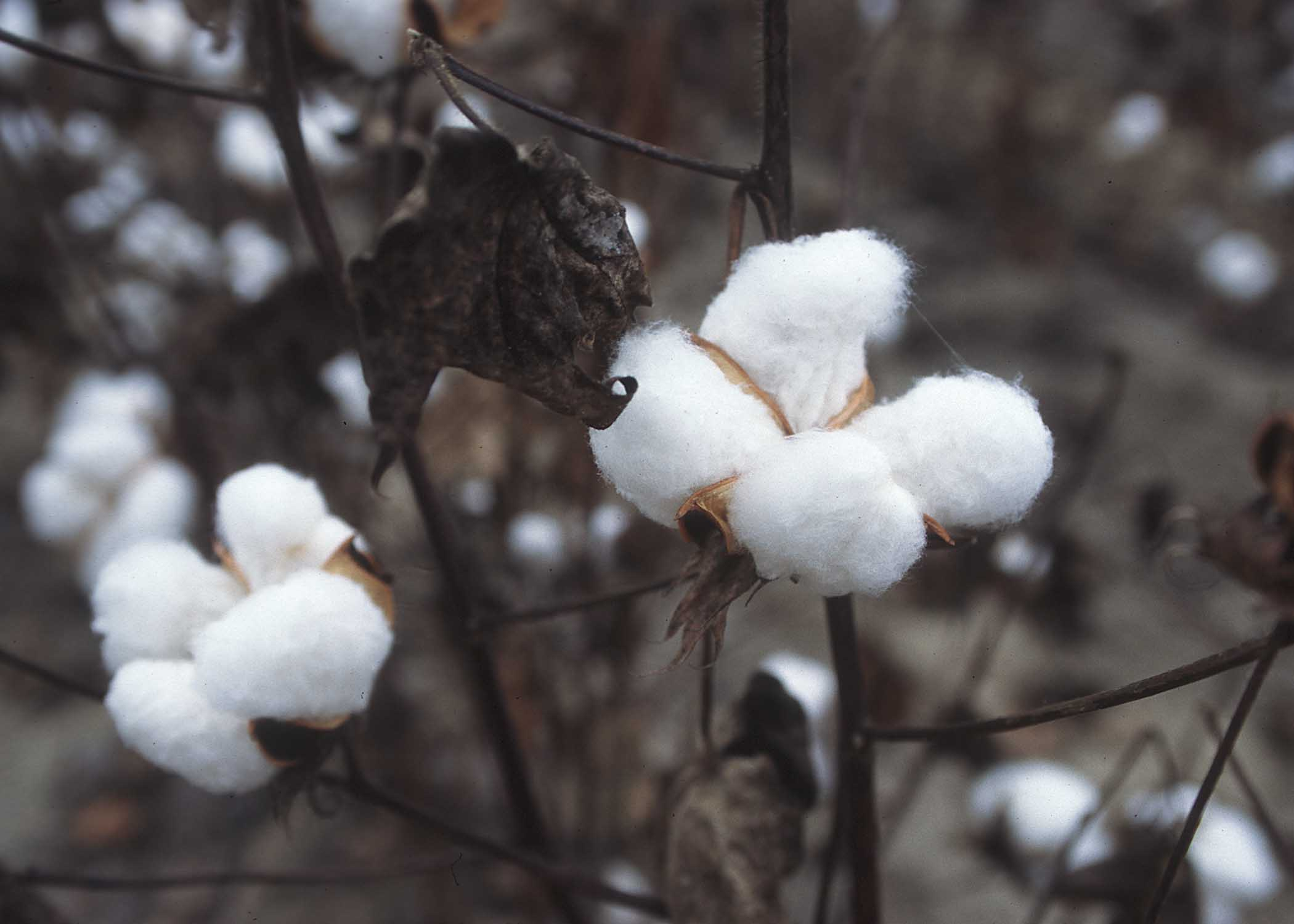
Хлопчатник

Хло́пок — волокно растительного происхождения, покрывающее семена хлопчатника; важнейшее и наиболее дешёвое из распространённых растительных волокон.
В русской технической литературе до второй половины XIX века вместо слова «хлопок» применяли термин «хлопчатая бумага», сохранившийся до настоящего времени в словах: хлопчатобумажная ткань, хлопчатобумажная промышленность и других.

## Состав и строение
Волокно хлопка представляет собой одну растительную клетку, развивающуюся из кожуры семени. Толщина одного волокна — 15—25 мкм; в зависимости от длины волокна (от 5 до 60 мм), изготовленную из него пряжу классифицируют как коротковолокнистую, средневолокнистую и тонковолокнистую и подвергают различной обработке. Волокно представляет собой полую трубочку, завитую вокруг своей оси (7—10 раз на 1 мм). По мере созревания волокна, растут отложения целлюлозы, в результате чего прочность волокна возрастает. По химическому составу на 95 % состоит из целлюлозы, остальные 5 % — жировые и минеральные примеси.

### Свойства

Кодовый символ, указывающий, что хлопок может быть вторично переработан

- Обладает высокой гигроскопичностью (способностью впитывать влагу). Волокно при набухании увеличивается примерно на 40 % по объёму. В отличие от других тканей, у хлопка при намокании прочность не понижается, а повышается (примерно на 15 %).
- По прочности сравним с шёлком (если сравнивать разрывную нагрузку натуральных волокон); уступает по прочности льну и превосходит шерсть.
- Как и все натуральные ткани, чувствителен к свету — после 940 часов воздействия солнечных лучей прочность снижается вдвое.
- Более, чем шёлк, чувствителен к длительному воздействию высоких температур — после трёх суток нагревания до 150 °C прочность уменьшается вдвое.
- Термопластичен — способен «запоминать» форму после нагревания (другими словами — поддаётся утюжке), что позволяет добавлять хлопок в костюмные ткани из синтетических волокон для улучшения свойств.
- Ткани без обработки легко сминаются и истираются; устойчивость к истиранию решается добавлением синтетических тканей (капрона); повышенная сминаемость устраняется после так называемой несминаемой отделки мочевиноформальдегидной или меламинформальдегидной смолой.
- Как и другие натуральные волокна, не растворяется в органических растворителях (например, в муравьиной кислоте, уксусе, спирте), что позволяет использовать эти легкодоступные реактивы для очистки сложных пятен на хлопковых тканях в домашних условиях. Однако, чувствителен к действию неорганических кислот и щелочей; обработка щелочами (например, едким натром) применяется при изготовлении ткани (см. Мерсеризация).
- Чувствителен к деятельности микроорганизмов (другими словами — гниёт).

При горении хлопок источает запах жжёной бумаги. Рекомендуемая температура влажно-тепловой обработки — 130 °C.
Преимущества тканей из хлопкового волокна: дешевизна производства, хорошие гигиенические свойства (по совокупности гигроскопичности и воздухопроницаемости), способность к усадке. Недостатки: подверженность пиллингу, истираемости, сминаемости (без специальной обработки), чувствительность к свету (как у большинства натуральных тканей), большая величина необратимых деформаций (растягивание изделия) вследствие малой величины упругой деформации.

## История

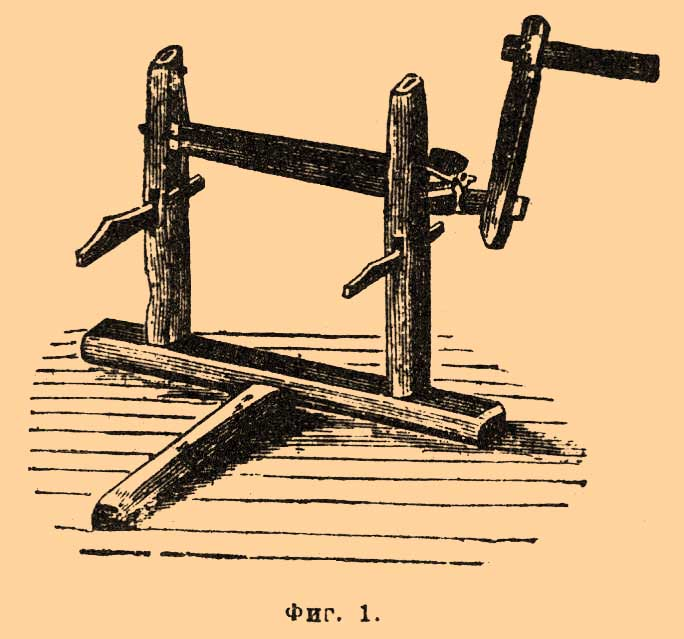
«Чурка» — первый станок для очистки хлопка от семян в Индии

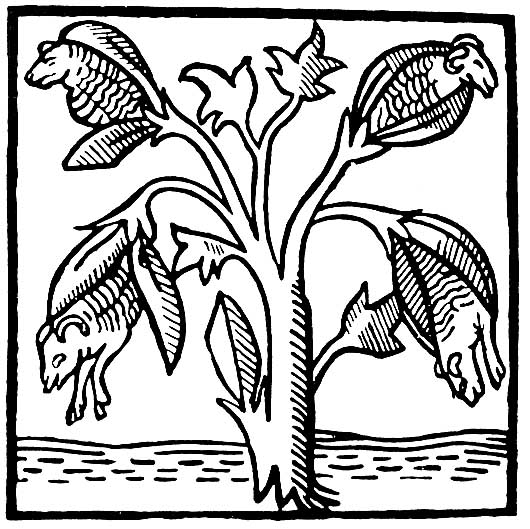
Хлопок по представлениям Джона Мандевиля, XIV век

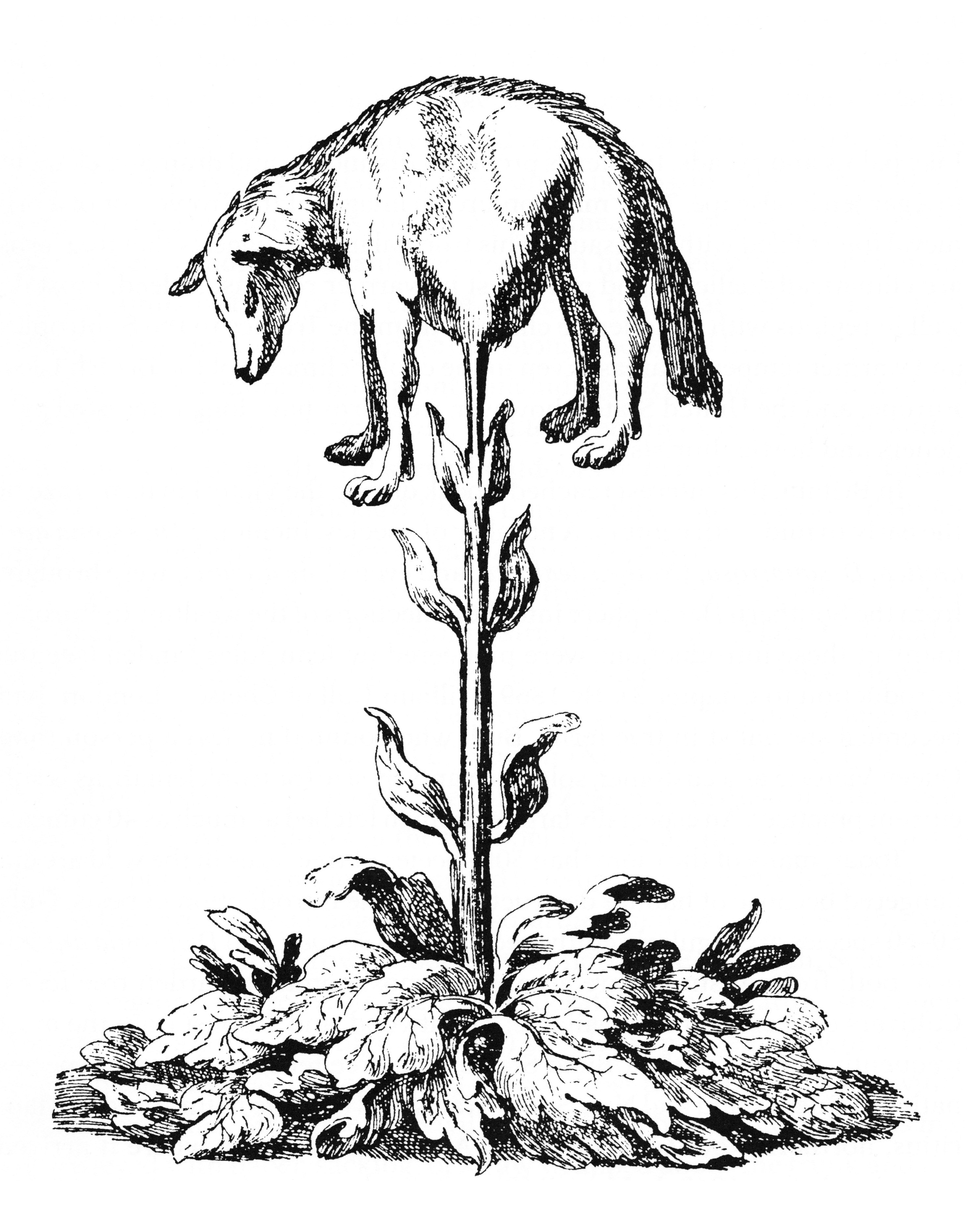
Баранец

Четыре вида (лат. Gossypium arboreum, Gossypium barbadense, Gossypium herbaceum, Хлопчатник обыкновенный) рода хлопчатник начали, скорее всего независимо, использовать для изготовления текстиля и культивировать в четырёх регионах Старого и Нового Света.
Впервые в Старом Свете хлопок стал культивироваться 7000 лет назад (5-е тысячелетие до н. э.) представителями цивилизации, находившейся в долине Инда. Свидетельства о выращивании хлопка были найдены при археологических исследованиях мергархской культуры, где были обнаружены медные бусы с сохранившимися хлопковыми нитями. В период Индской цивилизации, которая занимала огромную площадь в северо-западной части Южной Азии, где ныне располагаются территории восточного Пакистана и северо-западной Индии, хлопок получил дальнейшее распространение. Производство хлопка в долине Инда было весьма развито, а некоторые методы, которые применялись в те времена для хлопкопрядения и обработки, продолжали использоваться вплоть до периода современной индустриализации Индии. Во 2-м тыс. до н. э. хлопок распространился практически по всей Индии. Например, он был найден при раскопках в Халлусе (штат Карнатака). Использование текстильных изделий из хлопка распространилось из Индии до Средиземного моря и далее.
Изделия из хлопка были обнаружены в мексиканской пещере близ Теуакана (начало 6-го тыс. до н. э., данные датировки неточны вследствие разложения волокон). Другие источники относят окультуривание хлопка в древней Мексике 5-4 тыс. до н. э..
Хлопок был неизвестен грекам и арабам до времён войн Александра Македонского. Современник Александра, древнегреческий путешественник Мегасфен, рассказывал полководцу Селевку про то, что «…были деревья, на которых растёт шерсть» (отрывок из «Индики» Мегасфена). Во времена династии Хань китайцы выращивали хлопок на территории нынешней провинции Юньнань.
В Иране (Персии) история хлопка уходит в прошлое к эре Ахеменидов (V век до н. э.). Однако источников, относящихся к выращиванию хлопка в Иране перед появлением там ислама, дошло до наших дней очень мало. Выращивание хлопка было распространено в Мерве, Рее, а также в районе Фарс. В стихах персидских поэтов, особенно в Шахнаме Фирдоуси, можно найти множество отсылок к хлопку («panbe» на персидском языке). Марко Поло (XIII век), рассказывая о главных продуктах Персии, упоминает в том числе и хлопок. Жан Шарден, французский путешественник XVII века, который посетил Персию Сефевидов, подтвердил существование там обширных хлопковых плантаций.
В Перу выращивание местной разновидности хлопка — хлопчатника перуанского (Gossypium barbadense) стало основой развития береговых культур, таких как культура Норте-Чико, Моче, культура Наска. Хлопок выращивался в верховьях рек, и сделанные из него сети затем обменивались у жителей рыболовецких прибрежных деревень на внушительные количества рыбы. Испанцы, прибывшие в Мексику и Перу в начале XVI века, нашли местных жителей, выращивающих хлопок и носящих одежду, изготовленную из него.
На исходе Средних веков хлопок становится известен в северной Европе как предмет импорта, без малейшего представления о том, как он на самом деле производится, было известно только, что он получается из растений. Учитывая его схожесть с шерстью, люди рождали догадки, будто хлопок получается из овец, рождающихся из растений. Джон Мандевиль, в своих записях от 1350 года утверждает как факт ныне кажущееся нелепым верование: «Там (в Индии) растёт удивительное дерево, из ветвей которого рождаются маленькие овечки. Эти ветви такие гибкие, что они склоняются вниз, давая возможность овечкам питаться, когда они голодны» (см. также Баранец). Это верование закрепилось в многих европейских языках в слове, обозначающем «хлопок», например, в немецком Baumwolle, которое переводится как «древесная шерсть». К концу XVI века хлопок возделывался повсеместно в тёплых регионах Азии и Америки.
Производство хлопка в Индии во время Британского завоевания и основания Британской Индии в конце XVIII — начале XIX веков неуклонно сокращалось. Большей частью это происходило из-за агрессивной колониалистской политики Британской Ост-Индской компании, преследующей свои корыстные цели, которая сделала обработку и производство изделий из хлопка местным населением неконкурентоспособным. Индия была принуждена поставлять только сырой хлопок и обязана, путём введения специальных законов, закупать готовый текстиль в Британии.
Первым орудием для очистки хлопка от семян в Индии была так называемая «чурка», состоявшая из двух валиков, причём верхний — неподвижный, а нижний — вращаемый с помощью рукоятки. Хлопок с семенами подавался между валиками, валик захватывал волокно и протаскивал его на другую сторону, а семена, которые не могли пройти между валиками, отрывались и падали впереди. При этой операции два-три сменных рабочих могли очистить в день не более 6—8 кг чистого хлопка. Поэтому о крупном и дешёвом производстве хлопка не могло быть и речи.

### Промышленная революция
Наступление промышленной революции в Британии обусловило взрывное развитие хлопковой индустрии, что сделало текстиль главным экспортным товаром англичан. В 1738 году Льюис Пол и Джон Уайат из Бирмингема, Англия, запатентовали прядильную машину с вращающимися валами и систему с ровничной катушкой для получения хлопкового полотна более равномерной толщины. Позднее, изобретение в 1764 году прядильной машины периодического действия и изобретение в 1769 году Ричардом Аркрайтом механизма для прядения позволило британским ткачам производить пряжу и одежду из хлопка значительно более быстрыми темпами. С конца XVIII века английский город Манчестер получает прозвище «Хлопкополя» (англ. Cottonopolis), поскольку хлопчатобумажная промышленность заполоняет город и он становится центром мировой торговли продуктом. Производственные мощности Британии и Соединённых Штатов увеличились с изобретением в 1793 году американцем Ели Уитни первой эффективной хлопкоочистительной машины коттон-джин. До этого времени хлопковые волокна извлекались из семян вручную, что было чрезвычайно трудоёмко. Для того, чтобы произвести тюк хлопка, требовалось более 600 человеко-часов труда, что делало производство хлопка в США в производственных масштабах экономически нецелесообразным, даже с условием использования рабского труда. Изобретение Уитни позволило сократить время производства тюка хлопка до приблизительно 12 часов.
Совершенствование технологии и усиливающийся контроль над мировым рынком позволили британским торговцам создать цепочку по производству, в которой сырой хлопок закупался на колониальных плантациях, из него создавалась хлопковая ткань на мельницах Ланкашира, которая затем экспортировалась с помощью английского флота на подконтрольные колониальные рынки в Британской Западной Африке, британской Индии и Китае (в Шанхай и Гонконг).
К 1840 году Индия уже не справлялась с поставками огромного количества хлопкового волокна, требуемого механизированными фабриками Британии, в то время как транспортировка по морю большого объёма дешёвого хлопка из Индии в Британию была весьма дорогой и занимала много времени. По этой причине, а также вследствие того, что американский хлопок обладал лучшими характеристиками (американские сорта хлопка хлопчатник обыкновенный и хлопчатник барбадосский имели более длинные и прочные волокна), британские торговцы стали закупать хлопок с плантаций США и Вест-Индии. К середине XIX века «Король Хлопок» становится краеугольным камнем экономики южных штатов. В США выращивание и сбор урожая на хлопковых плантациях стало основным занятием рабов.
Во время Гражданской войны в США экспорт хлопка из страны почти прекратился из-за блокады союзниками портов южан, а также в силу того, что конфедераты приняли решение прекратить экспорт, надеясь, что это вынудит Великобританию признать Конфедерацию или принять участие в войне. Но англичане и французы вместо этого стали закупать египетский хлопок. Были сделаны значительные инвестиции в развитие хлопковых плантаций, правительство Исмаил-паши получало солидные займы от европейских банкиров и фондовых бирж. Также в это время вновь возросло выращивание хлопка в Индии.

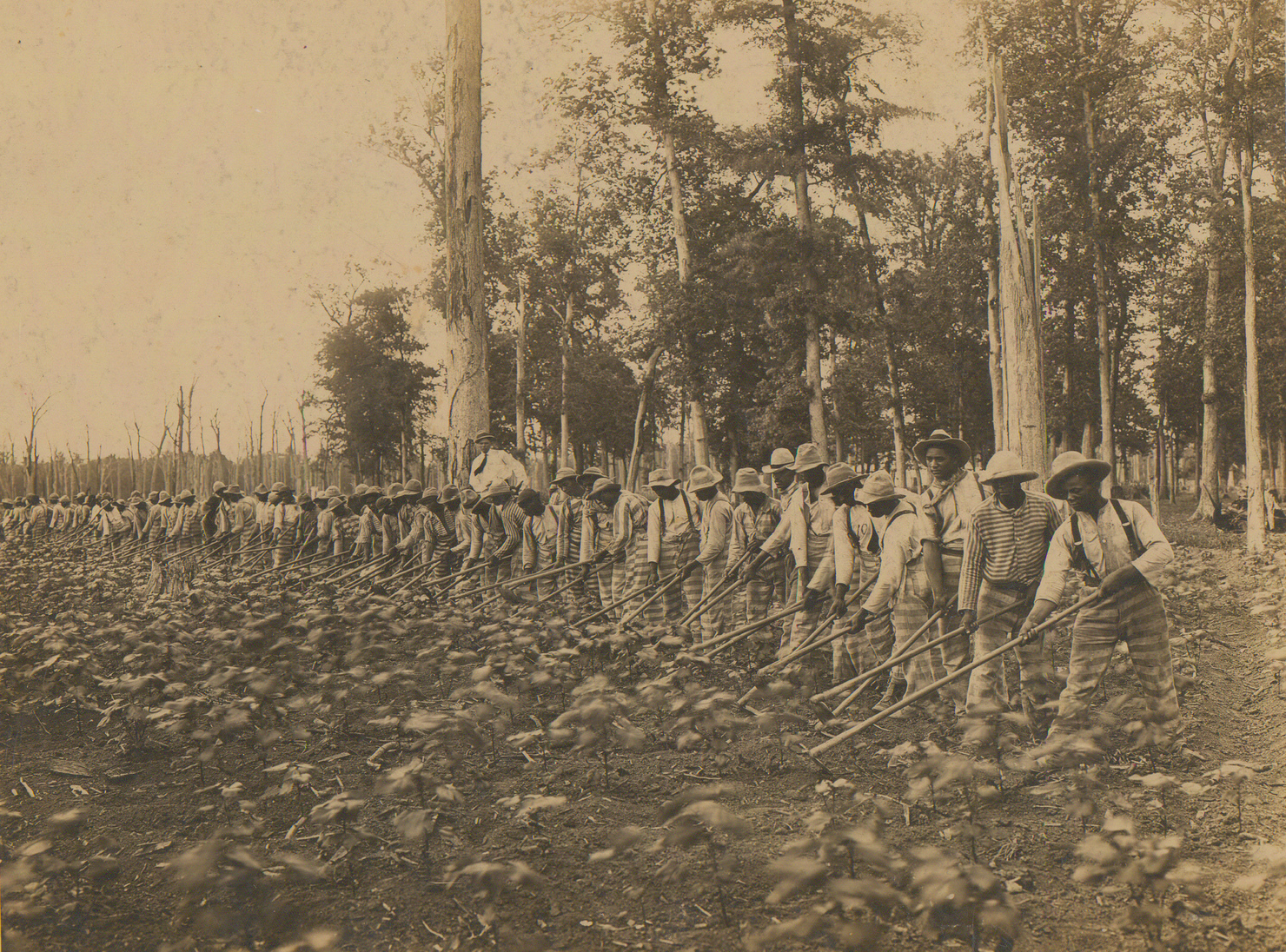
Заключённые на хлопковой плантации в штате Миссисипи, 1911

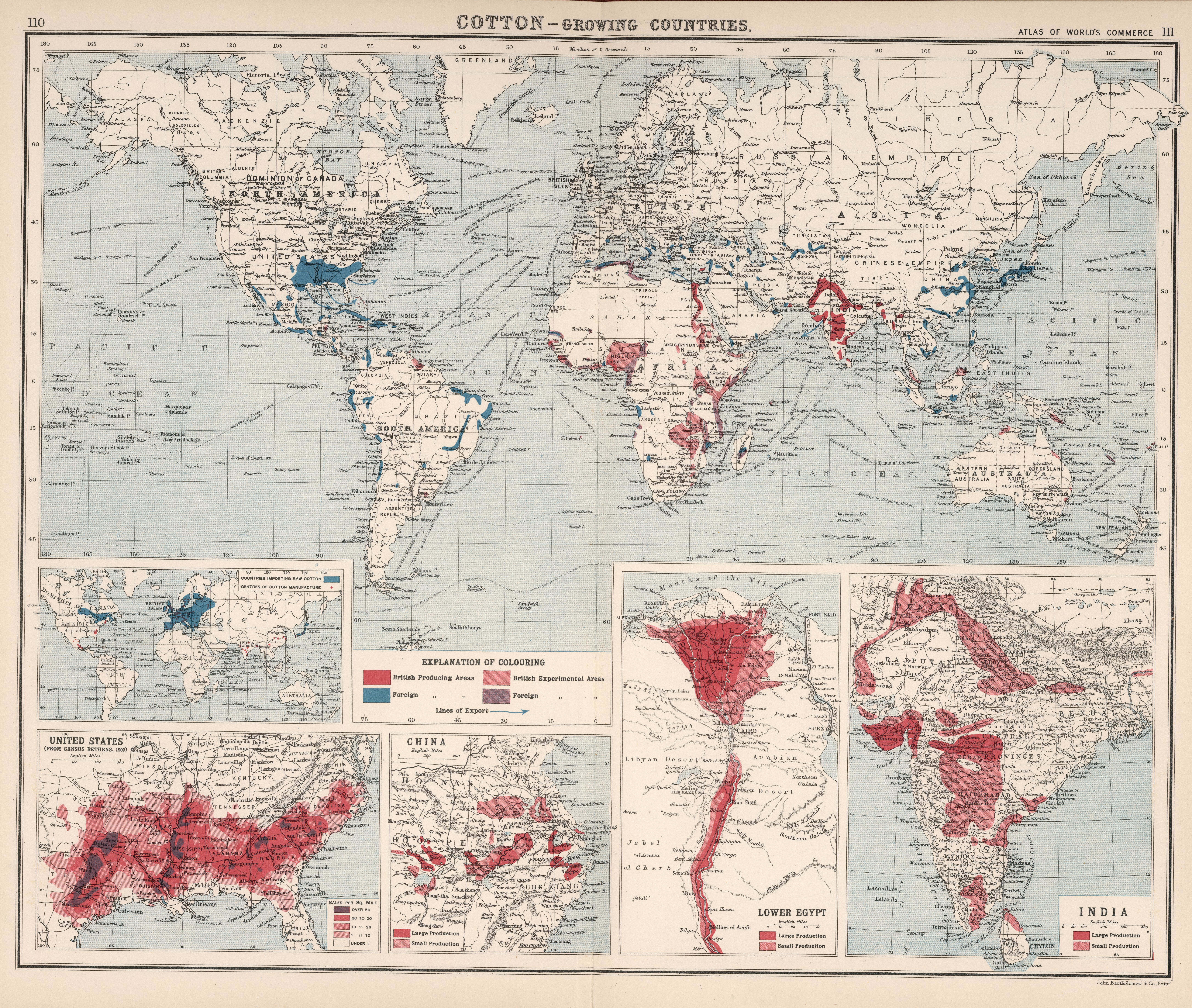
Мировая карта выращивания хлопка и путей его экспорта в 1907 г.

После окончания Гражданской войны и издания Прокламации об освобождении рабов хлопок продолжал оставаться главной сельскохозяйственной культурой Юга. Распространилась испольщина, когда свободные фермеры-афроамериканцы и безземельные белые фермеры работали на плантациях богачей за долю дохода. Плантации требовали большого количества рабочей силы вследствие трудоёмкости ручного процесса сбора хлопка вплоть до 1950-х годов, когда появились хлопкоуборочные комбайны. В целом, с начала XX века происходило падение уровня занятости в хлопковой промышленности в силу развития механизации. Сегодня хлопок остаётся главным экспортным товаром юга Соединённых Штатов, и большую часть ежегодного урожая хлопка составляет длинноволокнистый хлопок американских сортов.

### Хлопководство в СССР
В середине XX века республики Средней Азии, и в первую очередь Узбекская ССР, были превращены в «хлопковую житницу» Советского Союза, которая обеспечивала сырьём предприятия лёгкой промышленности, расположенные преимущественно в европейской части РСФСР. К началу 1970-х гг. все пригодные для возделывания земли Узбекистана были отданы под хлопководство.
Нереалистичные планы для хлопковой промышленности Узбекистана и других среднеазиатских республик привели к комплексу экологических катастроф, самой известной из которых стало катастрофическое снижение уровня Аральского моря.
Другим результатом нереалистичных планов стали многомиллионные приписки, двойная бухгалтерия, многоуровневая «пирамида лжи, воровства и взяточничества». Лишь после смерти Брежнева и прихода к власти Ю. В. Андропова стало раскручиваться т. н. «хлопковое дело» — одно из первых и самых громких коррупционных дел в истории СССР.

## Культивирование
Успешное культивирование хлопка требует длительного периода тёплых температур без заморозков, достаточного количества солнечных дней и умеренных осадков, обычно от 600 до 2000 мм. В общем случае, подходящие условия для произрастания встречаются в тропических и субтропических поясах северного и южного полушарий в регионах с сухими продолжительными сезонами. Большая часть хлопка в наше время выращивается с использованием систем ирригации и орошения. Время посадки в Северном полушарии может разниться от февраля до начала июня. Область в Соединённых Штатах, известная как Южные равнины, является крупнейшим регионом по непрерывному выращиванию хлопка в мире. Вода для поливки хлопка в этом сухом регионе добывается из водоносного горизонта Огаллала (англ. Ogallala Aquifer). Устойчивость хлопка к солям и засухе делает его удобной культурой для аридных регионов. В связи с тем, что на Земле в настоящее время существует проблема водных ресурсов, те экономики, что зависят от хлопка, сталкиваются с серьёзными трудностями и проблемами, касающимися окружающей среды. Например, непродуманное культивирование и ирригация привели к опустыниванию больших площадей в Узбекистане, для которого хлопок является главным экспортным товаром. Забор воды на орошение, в том числе и хлопковых полей, привёл к трагедии Аральского моря.
В настоящее время хлопок может выращиваться таким образом, чтобы иметь не только привычный желтовато-белый цвет, но и красный, зелёный и коричневый (натурально окрашенный хлопок).
| Страна       | 1985 | 1995 | 2005 |
| ------------ | ---- | ---- | ---- |
| Индия        | 7533 | 9035 | 9100 |
| США          | 4140 | 6478 | 5586 |
| Китай        | 5140 | 5422 | 5060 |
| Пакистан     | 2364 | 2997 | 3096 |
| Узбекистан   |      | 1493 | 1390 |
| Бразилия     | 3590 | 1191 | 1254 |
| Нигерия      | 220  | 431  | 630  |
| Турция       | 660  | 741  | 600  |
| Туркменистан |      | 607  | 600  |
| Мали         | 146  | 336  | 551  |

| Страна     | 1985 | 1995 | 2005 |
| ---------- | ---- | ---- | ---- |
| Китай      | 4147 | 4768 | 5700 |
| США        | 2924 | 3897 | 5164 |
| Индия      | 1484 | 2186 | 2475 |
| Пакистан   | 1217 | 1802 | 2122 |
| Узбекистан |      | 1265 | 1250 |
| Бразилия   | 943  | 479  | 1196 |
| Турция     | 518  | 851  | 800  |
| Австралия  | 267  | 421  | 578  |
| Греция     | 168  | 433  | 359  |
| Сирия      | 170  | 216  | 331  |

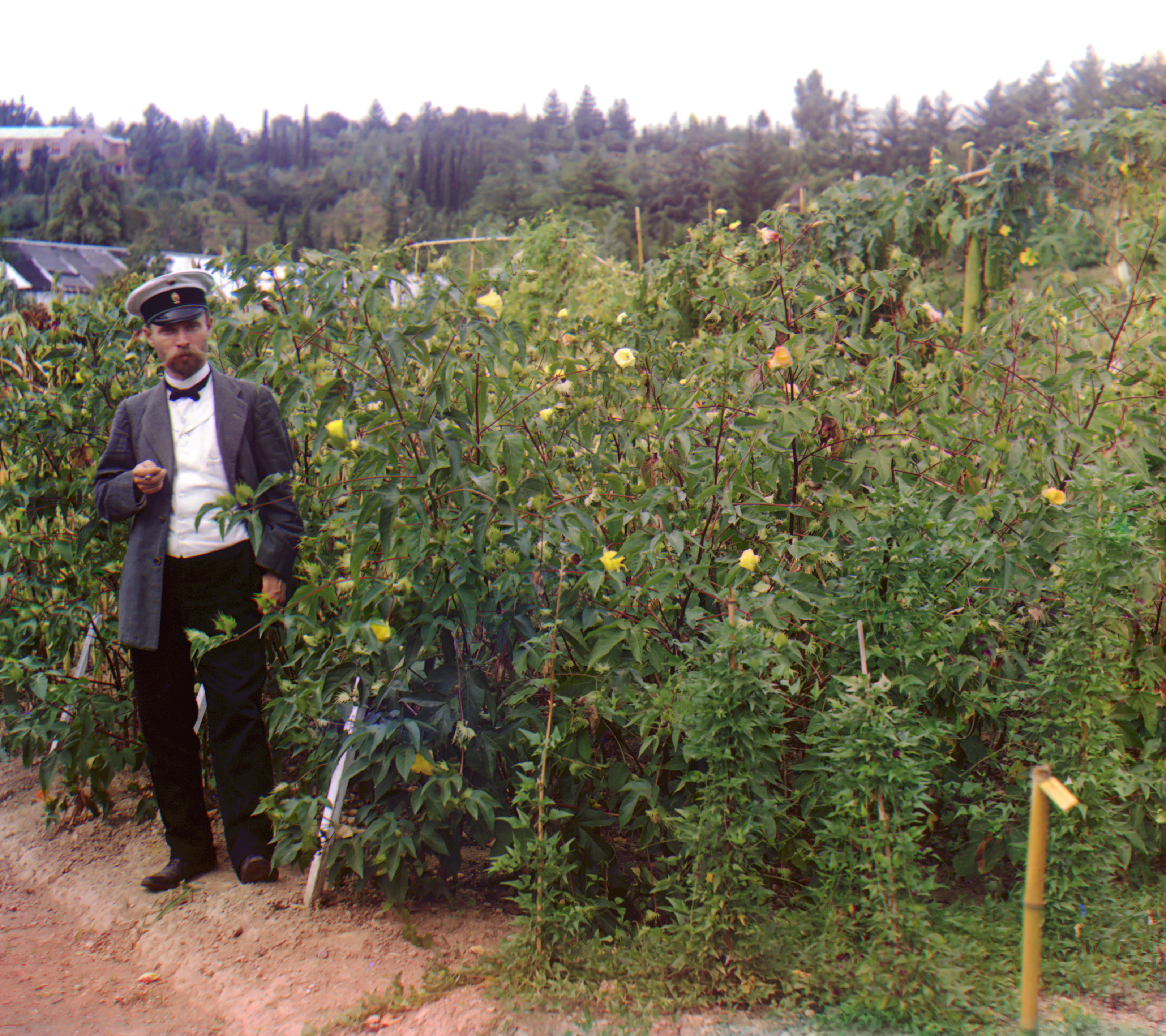
Хлопковое поле. Ботанический сад Сухуми, 1912 год. Фото С. М. Прокудина-Горского

По оценкам, на хлопковых плантациях в мире ежегодно отравляются пестицидами 300—500 тысяч людей, 20 тысяч из них погибают. Из-за широкого использования токсичных дефолиантов в районах культивирования хлопка крайне высока детская смертность и велико количество новорождённых с дефектами.
Применительно к Туркменистану и Узбекистану в 1990—2000-х годах многие правозащитные организации употребляли термин «хлопковое рабство». К сезонным работам в полях традиционно привлекались работники образования и здравоохранения, бывали случаи и привлечения детского труда. С целью сохранения репутации крупнейшие игроки на международном рынке брендовой одежды бойкотировали использование хлопка из этих центральноазиатских стран. Такая ситуация продолжалась до конца 2010-х, когда ситуация в странах наладилась и ограничения были сняты.

## Сбор урожая и обработка

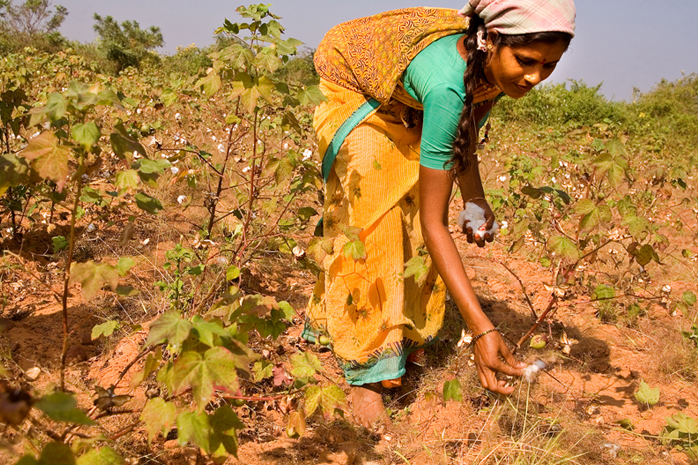
Сбор хлопка вручную (Индия, 2005)

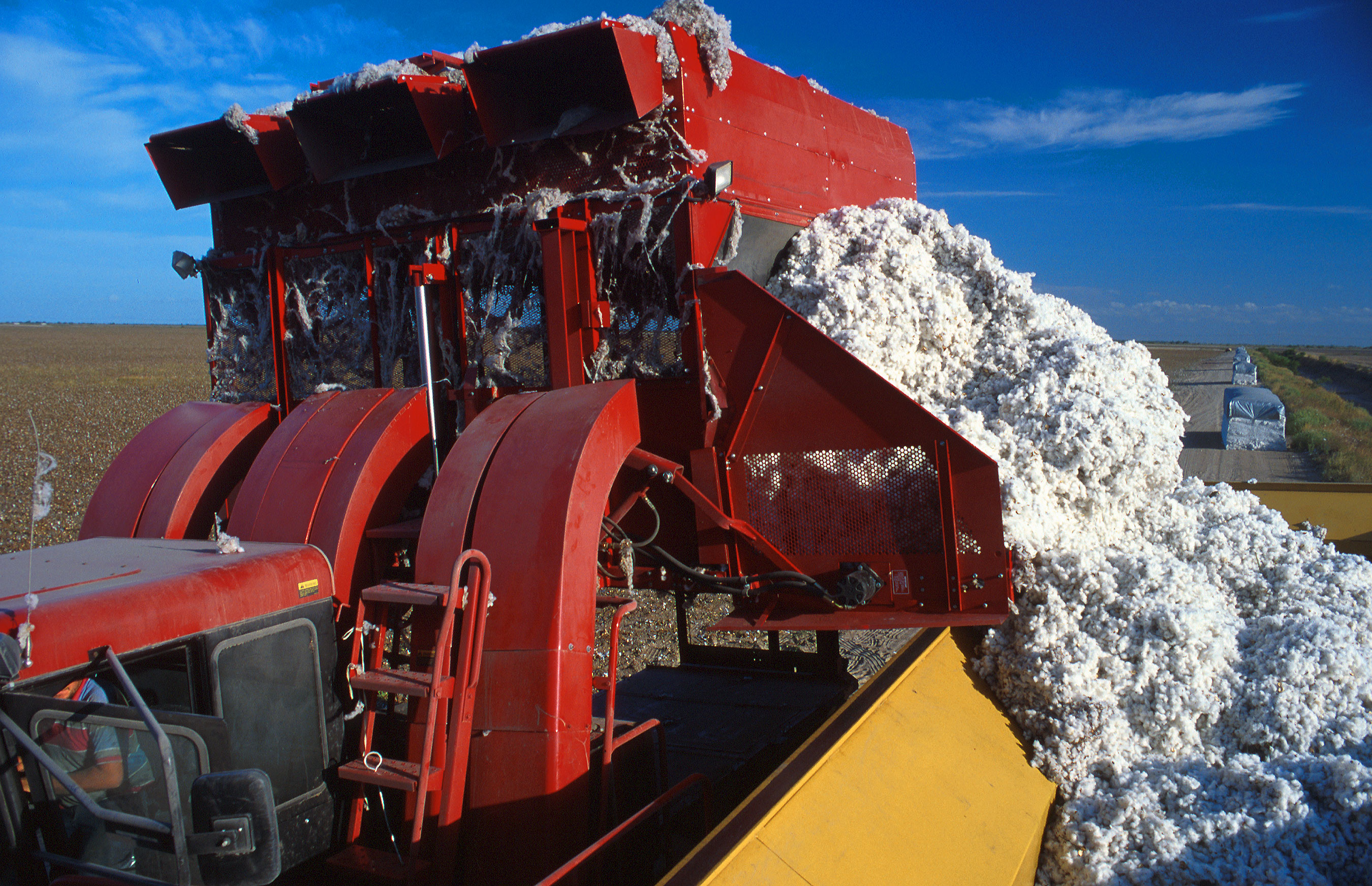
Выгрузка свежеубранного хлопка (Техас, США)

При созревании коробочка хлопчатника раскрывается. Волокно вместе с неотделёнными семенами — хлопок-сырец — собирается на хлопкоприёмных пунктах.
В развивающихся странах хлопок по традиции собирают вручную. Средняя урожайность хлопка составляет 30 ц/га (3 т/га, или 300 т/км²). Максимальная — 50 ц/га (5 т/га, или 500 т/км²)
Большинство хлопка в развитых странах собирается механически либо хлопкоуборочной машиной, либо машиной, которая удаляет хлопок из коробочки, не повреждая хлопчатника, или хлопкосъёмником, который удаляет всю коробочку с растения. Хлопкосъёмники используются в регионах, где слишком ветрено, и обычно после нанесения химического дефолианта или естественной дефолиации, которая возникает при замораживании. Хлопок — это многолетнее растение в тропиках, и без дефолиации или замораживания растение будет продолжать расти.
Собранный хлопок отправляют в хлопкоочистительный пункт, где происходит отделение волокон от семян. Затем следует разделение волокон по длине: собственно хлопок-волокно — волокна длиной более 20 мм, пух (линт) — менее 20 мм, и подпушек (делинт) — менее 5 мм.

## Применение
Хлопок идёт на текстильную обработку для получения хлопчатобумажной пряжи. Из хлопка вырабатывают ткани, трикотаж, нити, вату и другое. Пух и подпушек хлопка применяют в химической промышленности как сырьё для изготовления искусственного волокна и нитей, плёнки, лаков и т. п. Его используют во взрывчатых веществах.
В первой половине XIX века хлопчатая бумага (то есть вата) вставлялись в уши для профилактики и лечения простудных заболеваний.

## Рынок хлопка
| мировое использование хлопка, тыс. тонн                    | мировое использование хлопка, тыс. тонн | мировое использование хлопка, тыс. тонн | мировое использование хлопка, тыс. тонн | мировое использование хлопка, тыс. тонн | мировое использование хлопка, тыс. тонн |
|                                                            | 2001−2002                               | 2002−2003                               | 2003−2004                               | 2004−2005*                              | 2005−2006**                             |
| ---------------------------------------------------------- | --------------------------------------- | --------------------------------------- | --------------------------------------- | --------------------------------------- | --------------------------------------- |
| всего                                                      | 20 288                                  | 21 184                                  | 21 352                                  | 23 080                                  | 23 650                                  |
| КНР                                                        | 5700                                    | 6500                                    | 7000                                    | 8100                                    | 8600                                    |
| Индия                                                      | 2910                                    | 2914                                    | 3000                                    | 3300                                    | 3400                                    |
| ЕС, ЦВЕ***                                                 | 2430                                    | 2399                                    | 2224                                    | 2240                                    | 2200                                    |
| Пакистан                                                   | 1855                                    | 2042                                    | 2100                                    | 2300                                    | 2370                                    |
| Восточная Азия, Австралия и Океания                        | 2127                                    | 2075                                    | 1885                                    | 1850                                    | 1830                                    |
| США                                                        | 1676                                    | 1583                                    | 1413                                    | 1350                                    | 1280                                    |
| Бразилия                                                   | 830                                     | 760                                     | 825                                     | 900                                     | 900                                     |
| СНГ                                                        | 671                                     | 674                                     | 686                                     | 710                                     | 780                                     |
| прочие                                                     | 2090                                    | 2237                                    | 2218                                    | 2330                                    | 2330                                    |
| примечание: * — оценка, ** — прогноз, *** — включая Турцию |                                         |                                         |                                         |                                         |                                         |

Начиная с 1998—1999 годов главным потребителем хлопка является текстильная промышленность Китая (около 35 % мирового потребления). Потребности в хлопке не компенсируются собственными ресурсами Китая, принуждая его к импорту сырья.
Крупнейшим экспортёром хлопка в период 2001—2005 годы являются США (чуть меньше 40 % всего экспорта), на втором месте — африканские страны «зоны франка» (9–13 %).
В 2017 году мировой рынок хлопка-сырца оценивался в 13,2 млрд долл.. Главный экспортер — США, на него приходится почти 45 % всего экспортируемого в 2017 году хлопка, далее следуют Индия — 13 %, Австралия — 11 %, Бразилия — 10 % и Греция — 3 %; замыкают десятку с показателем ок. 1 %-1,5 % Узбекистан, Буркина-Фасо, Камерун, Бенин и Туркменистан.
Главные импортеры: Китай — 16 %, Вьетнам — 15 %, Турция — 12 %, Бангладеш — 12 % и Индонезия — 9,5 %, Индия — 6,9 %, Пакистан — 6,2 %, Мексика — 3,1 %, Таиланд — 2,9 %, Южная Корея — 2,8 %.

## В геральдике
Хлопчатник изображён на гербах Узбекистана, Таджикистана, Туркменистана, Кыргызстана, Пакистана, Индонезии, Северной Македонии, Анголы, Танзании, Уганды, а также Сент-Винсента и Гренадин.
Кроме того, хлопок изображён на гербах некоторых регионов разных стран, городов и муниципалитетов, некоторых династий и организаций.  Так, хлопок есть на гербах Республики Каракалпакстан (Узбекистан), вилаята Синд (Пакистан), штата Теннесси (США), штата Риу-Гранди-ду-Норти (Бразилия), провинции Формоса (Аргентина), департамента Сукре (Колумбия) и провинции Гуанакасте (Коста-Рика).

## Органический хлопок
Органический хлопок (англ. organic cotton) — хлопок, выращенный из семян хлопчатника, не подвергавшихся генетической модификации, без химических удобрений, инсектицидов и пестицидов, то есть возделываемый по правилам «экологически чистого продукта».
По состоянию на 2007 год в наибольших количествах выращивался в Индии, Сирии, Турции, Китае и Перу. Всего плантации были в 24 странах (для сравнения, в 1992—1993 годы — лишь в 6 странах).